# Анже Ланішек
Анже Ланішек (словен. Anže Lanišek)(20 квітня 1996 , Любляна ) — словенський стрибун з трампліна, чемпіон та призер чемпіонатів світу.
Бронзову медаль світової першості Ланішек завоював у стрибках з нормального трампліна на чемпіонаті світу 2021 року, що проходив у німецькому Оберстдорфі. 
Чемпіоном світу він став на світовій першості 2023 року в словенській Планиці в змаганні чоловічих команд на великому трампліні.